# Michel Chasles
Michel Chasles (Épernon, 1793. november 15. – Párizs, 1880. december 19.) francia matematikus.

## Életpályája
1812-14-ben az école politechnique-on tanult, majd 1841-től ugyanott a géptan (mechanika) tanára és 1851-ben az akadémia rendes tagja lett. Chasles egyike volt a legnevezetesebb matematikusoknak; első dolgozatai a másodrendű felületekre vonatkoznak, melyeknek elméletét igen szép tételekkel gazdagította. Ő az ún. újabb (szintetikus) geometriának a megalapítója, amely egységes szempontokból tárgyalja a geometriai alakzatok különböző tulajdonságait (Traité de géometrie supérieure, 1852). Történelmi műve Aperçu historique sur l'origine et le développement des méthodes en géometrie kiemelkedő fontosságú és annyiban különbözik előnyösen a legtöbb geometria-történeti műtől, hogy benne nem a geométerek életrajzát, hanem a tudományos vezéreszmék fejlődésének történetét találjuk. A csillagászatnak is nagy szolgálatot tett azzal, hogy a régi tudósításokat a csillaghullásról és a tűzgömbökről kritikai vizsgálódásnak vetette alá. 1867-ben Chasles nagy feltűnést keltett Pascal egy állítólagos kéziratának kiadása által, melynek értelmében Pascal már jóval Newton előtt felfedezte a gravitáció törvényét. 1869-ben maga Chasles is belátta, hogy egy szédelgő áldozata lett és azt készséggel el is ismerte. Daudet L'immortel c. szatirikus regényének főcselekményét az ő esete szolgáltatta.

## Tagságai
- Royal Society (1854, „Foreign Member“)
- Porosz Királyi Tudományakadémia (1858)
- Orosz Tudományos Akadémia (1861)
- American Academy of Arts and Sciences (1864)
- National Academy of Sciences (1864)

## Művei
- Apercu historique sur l’origine et le développement des méthodes en géometrie (Párizs, 1837)
- Traité de géometrie supérieure (Párizs, 1852)
- Traité des sections coniques (Párizs, 1865)
- Rapport sur les progrés de la géometrie (Párizs, 1871)